# Moukhtara

Moukhtara (arabe : مختارة ) est un village libanais situé dans le caza du Chouf au Mont-Liban au Liban, à côté du village de Khraibeh.

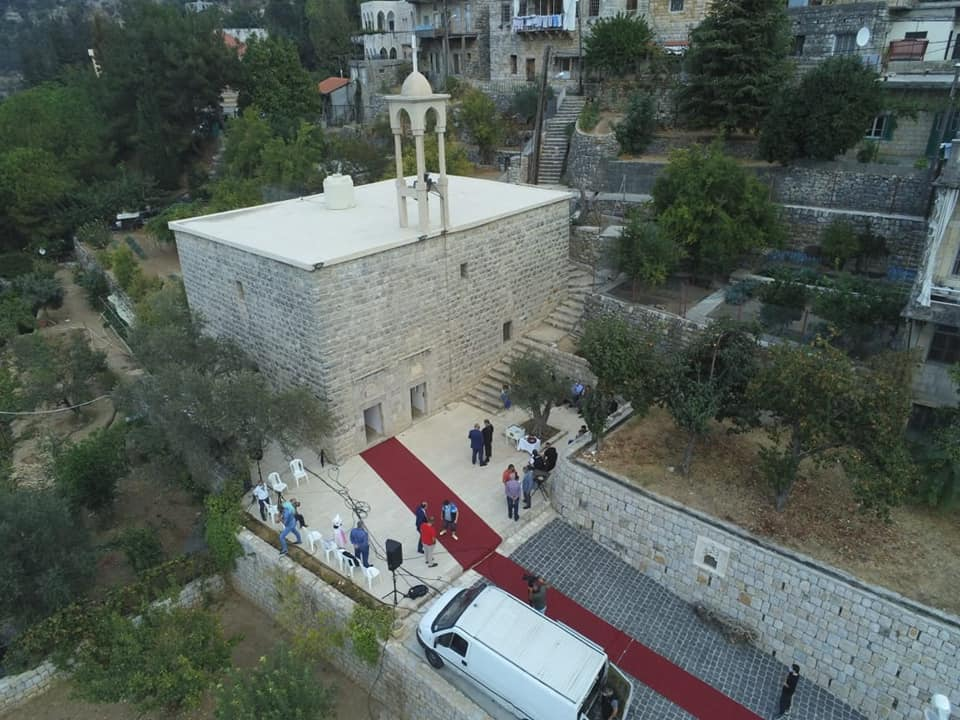
Église maronite Notre-Dame El-Derr à Mokhtara. Photo Drozi Yarka.